# Tarnès
Tarnès est une commune du Sud-Ouest de la France, située dans le département de la Gironde (région Nouvelle-Aquitaine).

## Géographie

### Communes limitrophes
Les communes limitrophes sont Cadillac-en-Fronsadais, La Lande-de-Fronsac, Lugon-et-l'Île-du-Carnay, Vérac et Villegouge.
|                        | Vérac                    |            |
| La Lande-de-Fronsac    | Tarnès                   | Villegouge |
| Cadillac-en-Fronsadais | Lugon-et-l'Île-du-Carnay |            |

### Climat
Pour des articles plus généraux, voir Climat de la Nouvelle-Aquitaine et Climat de la Gironde.
Historiquement, la commune est exposée à un climat océanique aquitain.  
En 2020, Météo-France publie une typologie des climats de la France métropolitaine dans laquelle la commune est exposée à un climat océanique et est dans la région climatique  Aquitaine, Gascogne, caractérisée par une pluviométrie abondante au printemps, modérée en automne, un faible ensoleillement au printemps, un été chaud (19,5 °C), des vents faibles, des brouillards fréquents en automne et en hiver et des orages fréquents en été (15 à 20 jours).
Pour la période 1971-2000, la température annuelle moyenne est de 12,9 °C, avec une amplitude thermique annuelle de 14,2 °C. Le cumul annuel moyen de précipitations est de 856 mm, avec 11,8 jours de précipitations en janvier et 6,7 jours en juillet. Pour la période 1991-2020, la température moyenne annuelle observée sur la station météorologique la plus proche, située sur la commune de Saint-Gervais à 9 km à vol d'oiseau, est de 13,9 °C et le cumul annuel moyen de précipitations est de 824,9 mm,. Pour l'avenir, les paramètres climatiques de la commune estimés pour 2050 selon différents scénarios d’émission de gaz à effet de serre sont consultables sur un site dédié publié par Météo-France en novembre 2022.

## Urbanisme

### Typologie
Au 1er janvier 2024, Tarnès est catégorisée commune rurale à habitat dispersé, selon la nouvelle grille communale de densité à sept niveaux définie par l'Insee en 2022.
Elle appartient à l'unité urbaine de La Lande-de-Fronsac, une agglomération intra-départementale regroupant six  communes, dont elle est une commune de la banlieue,,. Par ailleurs la commune fait partie de l'aire d'attraction de Bordeaux, dont elle est une commune de la couronne,. Cette aire, qui regroupe 275 communes, est catégorisée dans les aires de 700 000 habitants ou plus (hors Paris),.

### Occupation des sols

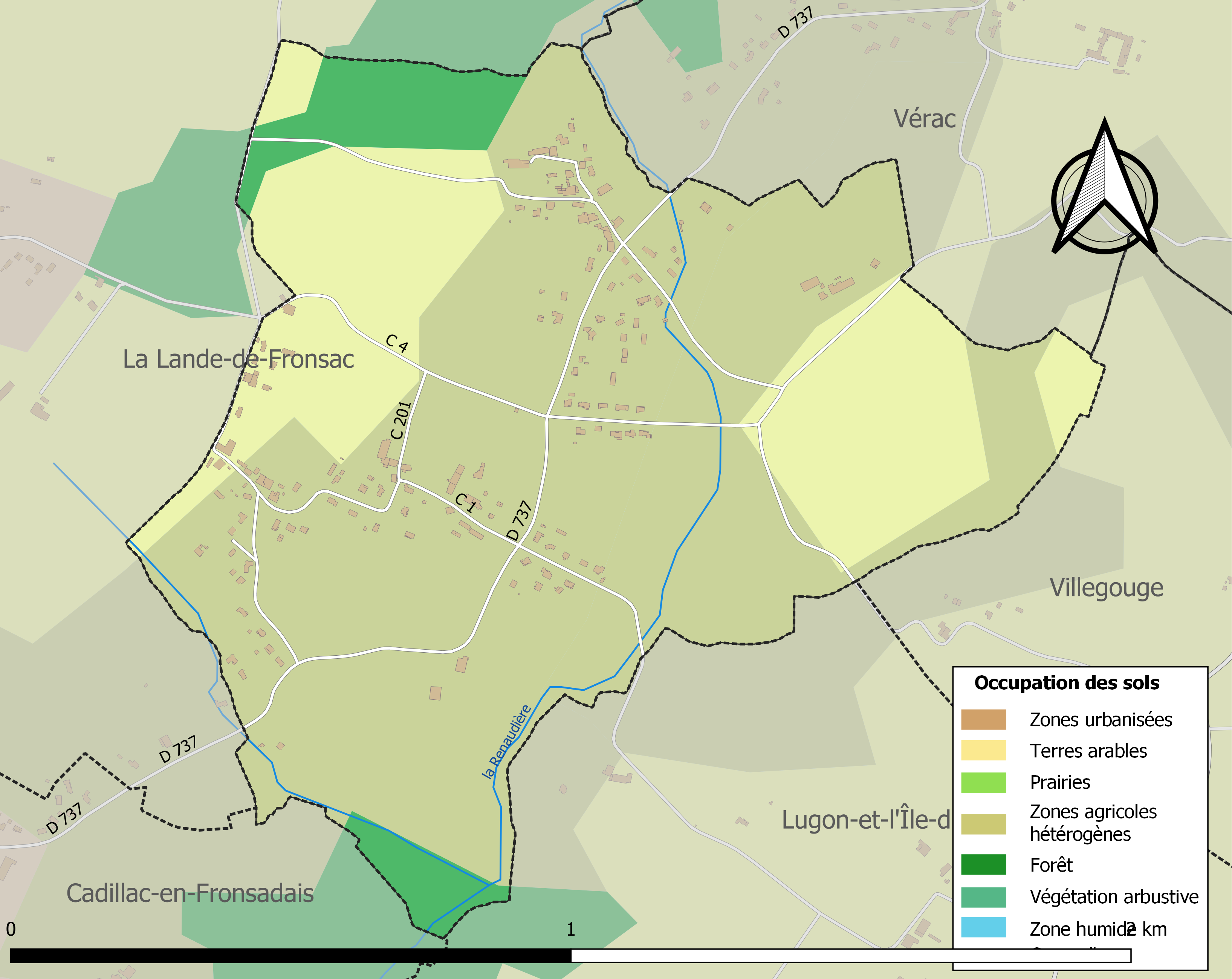
Carte des infrastructures et de l'occupation des sols de la commune en 2018 (CLC).

L'occupation des sols de la commune, telle qu'elle ressort de la base de données européenne d’occupation biophysique des sols Corine Land Cover (CLC), est marquée par l'importance des territoires agricoles (94,3 % en 2018), une proportion sensiblement équivalente à celle de 1990 (94 %). La répartition détaillée en 2018 est la suivante : 
zones agricoles hétérogènes (69,5 %), cultures permanentes (24,8 %), forêts (5,7 %). L'évolution de l’occupation des sols de la commune et de ses infrastructures peut être observée sur les différentes représentations cartographiques du territoire : la carte de Cassini (XVIIIe siècle), la carte d'état-major (1820-1866) et les cartes ou photos aériennes de l'IGN pour la période actuelle (1950 à aujourd'hui).

### Risques majeurs
Le territoire de la commune de Tarnès est vulnérable à différents aléas naturels : météorologiques (tempête, orage, neige, grand froid, canicule ou sécheresse) et séisme (sismicité faible). Il est également exposé à un risque technologique, la rupture d'un barrage. Un site publié par le BRGM permet d'évaluer simplement et rapidement les risques d'un bien localisé soit par son adresse soit par le numéro de sa parcelle.

#### Risques naturels

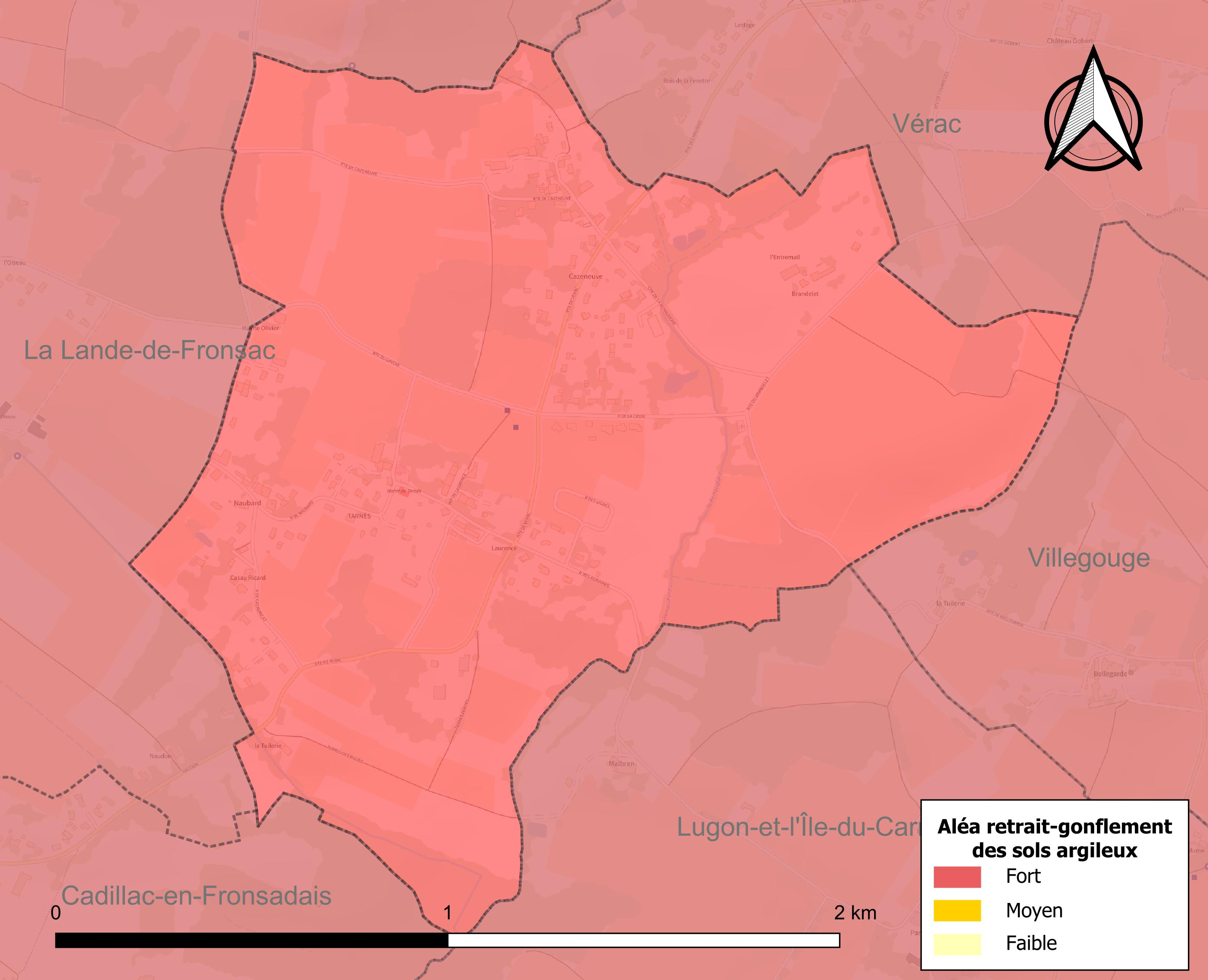
Carte des zones d'aléa retrait-gonflement des sols argileux de Tarnès.

Le retrait-gonflement des sols argileux est susceptible d'engendrer des dommages importants aux bâtiments en cas d’alternance de périodes de sécheresse et de pluie. La totalité de la commune est en aléa moyen ou fort (67,4 % au niveau départemental et 48,5 % au niveau national). Sur les 126 bâtiments dénombrés sur la commune en 2019,  126 sont en aléa moyen ou fort, soit 100 %, à comparer aux 84 % au niveau départemental et 54 % au niveau national. Une cartographie de l'exposition du territoire national au retrait gonflement des sols argileux est disponible sur le site du BRGM,.
La commune a été reconnue en état de catastrophe naturelle au titre des dommages causés par les inondations et coulées de boue survenues en 1982, 1999, 2009 et 2021, par la sécheresse en 2005 et par des mouvements de terrain en 1999.

#### Risques technologiques
La commune est en outre située en aval du  barrage de Bort-les-Orgues, un ouvrage sur la Dordogne de classe A soumis à PPI, disposant d'une retenue de 477 millions de mètres cubes. À ce titre elle est susceptible d’être touchée par l’onde de submersion consécutive à la rupture de cet ouvrage.

## Politique et administration

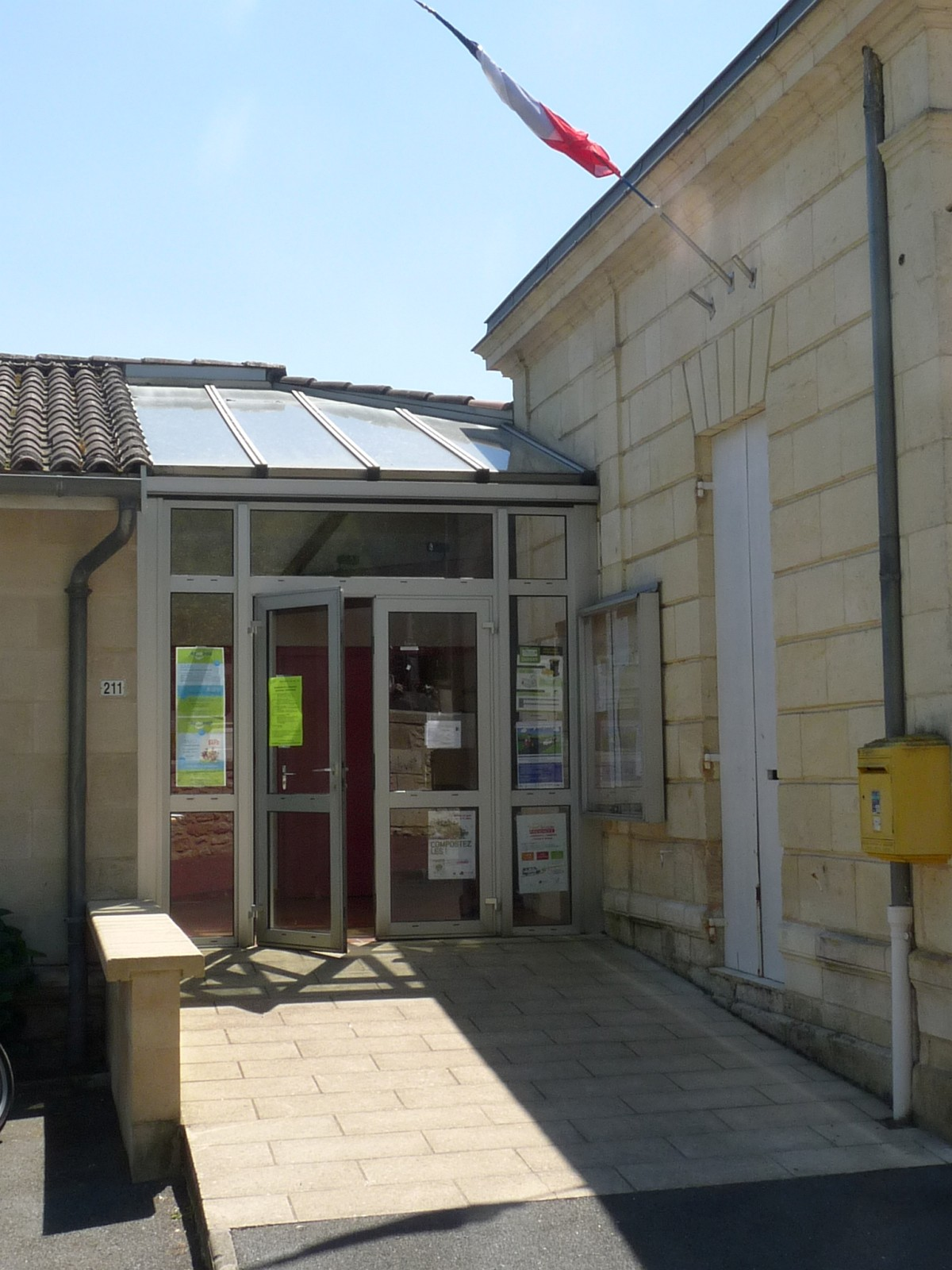
La mairie

| Période                                  | Période  | Identité        | Étiquette | Qualité |
| ---------------------------------------- | -------- | --------------- | --------- | ------- |
| Les données manquantes sont à compléter. |          |                 |           |         |
| mars 2014                                | En cours | Laurent Garbuio | SE        | Cadre   |

## Démographie
L'évolution du nombre d'habitants est connue à travers les recensements de la population effectués dans la commune depuis 1793. Pour les communes de moins de 10 000 habitants, une enquête de recensement portant sur toute la population est réalisée tous les cinq ans, les populations de référence des années intermédiaires étant quant à elles estimées par interpolation ou extrapolation. Pour la commune, le premier recensement exhaustif entrant dans le cadre du nouveau dispositif a été réalisé en 2006.

En 2022, la commune comptait 298 habitants, en évolution de −5,7 % par rapport à 2016 (Gironde : +6,91 %, France hors Mayotte : +2,11 %).
| 1793 | 1800 | 1806 | 1821 | 1831 | 1836 | 1841 | 1846 | 1851 |
| ---- | ---- | ---- | ---- | ---- | ---- | ---- | ---- | ---- |
| 153  | 131  | 153  | 139  | 168  | 185  | 309  | 160  | 137  |

| 1856 | 1861 | 1866 | 1872 | 1876 | 1881 | 1886 | 1891 | 1896 |
| ---- | ---- | ---- | ---- | ---- | ---- | ---- | ---- | ---- |
| 140  | 153  | 145  | 135  | 151  | 140  | 131  | 122  | 109  |

| 1901 | 1906 | 1911 | 1921 | 1926 | 1931 | 1936 | 1946 | 1954 |
| ---- | ---- | ---- | ---- | ---- | ---- | ---- | ---- | ---- |
| 109  | 111  | 106  | 106  | 109  | 113  | 115  | 89   | 91   |

| 1962 | 1968 | 1975 | 1982 | 1990 | 1999 | 2006 | 2011 | 2016 |
| ---- | ---- | ---- | ---- | ---- | ---- | ---- | ---- | ---- |
| 103  | 94   | 101  | 166  | 201  | 254  | 261  | 260  | 316  |

| 2021 | 2022 | - | - | - | - | - | - | - |
| ---- | ---- | - | - | - | - | - | - | - |
| 311  | 298  | - | - | - | - | - | - | - |

## Lieux et monuments
L'église paroissiale Saint-Martin. 
L'édifice comporte un nef et un bas-côté et se termine à l'est par une abside semi-circulaire et à l'ouest par un clocher. Un portail, protégé par un porche, s'ouvre au sud dans la nef.
L'église a été édifiée en trois campagnes. Les petits moellons de la base du mur méridional sont caractéristiques des constructions du XIe siècle. La façade, le chevet et le portail sud sont construits au XIIe siècle et, au XVe siècle, l’église est agrandie d’un bas côté au nord. Le clocher date probablement de cette dernière campagne.
| - Plan de l'église |

| - Clocher et porche |

| - Emplacement - Cadran canonial |

De l'église originelle, édifiée au XIe siècle, il ne reste que la partie inférieure du mur sud de la nef.
A la fin du XIIe siècle la façade occidentale, le chevet et le portail méridional sont reconstruits. La façade, un simple mur-pignon est décorée par deux corniches à modillons superposées. Le portail, possède des colonnes courtes aux chapiteaux nus, ainsi que les tailloirs.
L'abside voûtée en cul-de-four, raidie de quatre contreforts à talus disposés irrégulièrement dans sa partie tournante, est séparé de la nef par un mur-pignon formant saillie.
Deux baies à l'ébrasement intérieure identique, surmontées d'une corniche que se poursuit sur le pourtour interne de l'abside, l'éclairent.
A la fin du XVe siècle un bas-côté, épaulé de trois contreforts à talus est ajouté à la nef, au nord. Il communique avec celle-ci par deux arcades en plein-cintre, reposant sur un pilier quadrangulaire;
A la même époque, un clocher, constitué par l’adjonction de trois côtés, est plaqué sur l'ancienne façade occidentale romane. Le clocher est éclairé par une petite fenêtre au sud et sa partie supérieure est percée de deux baies à l'ouest et d'une baie à l'est, au nord et au sud.
Au XVIIIe siècle les fenêtres de l'église sont refaites et le portail méridional est protégé par un nouveau porche.
A l'intérieur de l'église, un retable avec tabernacle en pierre sculpté datant du XVIIIe siècle est classé monument historique au titre objet depuis 1970.
A l'extérieur, sur un contrefort au sud de l'abside se trouve un cadran canonial gravé dans la pierre. Ce type de cadran solaire était utilisé par le clergé pour déterminer le moment de faire certains actes liturgiques.

## Personnalités liées à la commune
- Caveau de la famille Ferrillon Duperrier Dumouriez, descendant du général français Charles François Dumouriez (1739-1823).